# Libres et responsables
Libres et responsables (LIB·RES, typographié lib·res ou Libres) est un parti politique belge francophone fondé le 24 avril 2025 par Olivier Maingain et son fils, Fabian Maingain, ainsi que d'autres membres du parti DéFI.

## Histoire
Après l'avoir présidé pendant 24 ans, Olivier quitte DéFI, le 20 décembre 2024, après de nombreux désaccords entre lui et la nouvelle présidente : « Constatant que Mme Sophie Rohonyi s’inscrit dans la dépendance du MR en acceptant sa logique de placer les négociations bruxelloises sous le contrôle des partis nationaux, je constate qu’elle ne défend plus l’autonomie de la Région bruxelloise. » et plusieurs tensions internes, ainsi qu'une inquiétude « très inquiet quand je vois le poids toujours plus prégnant de l’extrême droite et des mouvements nationaux populistes. Et je ne me sens plus aujourd’hui libre au sein de DéFI de porter ce combat ». Il annonçait déjà la création prochaine d'une nouvelle formation politique. Fabian Maingain quant à lui, claqua la porte à son tour de DéFI le 16 avril 2025.
Le nom, logo et la vision du parti sont présentés au public le 24 avril 2025 devant les journalistes en présence de son fils, plusieurs collègues de Woluwe-Saint-Lambert dont il est bourgmestre, ainsi que Marc Cools, ancien membre du MR.
Le logo du parti se présente en jaune et bleu, couleurs du drapeau de l'Union européenne.

## Programme[a]
Lib·res se veut de fédérer « les fédéralistes francophones, les sociaux-démocrates, les libéraux de progrès, les écologistes pragmatiques, les humanistes déçus ».
Lib·res est « contre tous les conservatismes » et « progressiste ».
Lib·res souhaite :
- l’introduction du référendum décisionnel ;
- l’élection directe des bourgmestres ;
- la mise en place d’un scrutin par circonscription unique ;
- l’impartialité et la laïcité de l’État ;
- la défense de la région bruxelloise[6] ;
- l'opposition à la fusion des zones de police ou des CPAS bruxellois[6].

Également, le parti veut une sécurité sociale « justement financée » et des revenus décents, ainsi qu'une sortie rapide des énergies fossiles.
Lib·res possède beaucoup dans sa charte de marqueurs de droite, selon le journaliste Himad Messoudi :
- « D’abord, c’est dans le nom du parti, libres pour liberté et responsabilité individuelle qui sont des valeurs cardinales » ;
- un impôt des sociétés plus bas qu'en moyenne aujourd’hui : 20 %, et un taux réduit à 15 % sur les premiers 250 000€ de bénéfices des PME ;
- une migration « maîtrisée et choisie » ;
- une rigueur budgétaire.

« La charte rejette le clivage gauche droite. Mais si je devais placer Libres sur cet axe, je le mettrais plutôt au centre droit, plus à droite que Les Engagés d’ailleurs. Donc, là aussi, la concurrence sera féroce, le parti pris en sandwich entre les deux partis francophones actuellement au pouvoir. » déclare encore Himad Messoudi, le parti se situant entre libéralisme et progressisme. « Au final, Libres, c’est Macron 1.0, celui de 2014, celui qui venait de la gauche, mais qui voulait dépasser les clivages. Et qui a fini bien à droite. Je ne dis pas que c’est le destin de Libres. Mais ce type de charte, qui pioche un peu partout, [...] on a du mal à l’imaginer soluble dans un gouvernement de coalition. » conclu  ce même journaliste.

## Structure
Le parti ne possède pas de présidents mais quatre porte-paroles : 
- Olivier Maingain,
- Delphine De Valkeneer,
- Marc Cools,
- Brice Kotsifakos Vandenbroucke